# Jin Boyang
Jin Boyang (en chino simplificado, 金博洋; pinyin, Jīn Bóyáng (Harbin, 3 de octubre de 1997) es un patinador artístico sobre hielo chino. Ganador de la Final del Grand Prix Júnior de 2013 y medallista de plata del Campeonato del Mundo Júnior de 2015. Dos veces medallista de bronce del Campeonato del Mundo en 2016 y 2017, ganador del Campeonato de los Cuatro Continentes de 2018 y cuatro veces ganador del Campeonato de China.

## Vida personal
Nació en octubre de 1997 en Harbin, China. Sus padres compitieron como atletas de carrera a larga distancia. Jin estudió en el Instituto de Educación Física de Harbin en 2013 y se graduó en 2017.

## Carrera

### Nivel júnior
Comenzó a patinar a la edad de siete años y medio, motivado al ver un espectáculo de patinaje sobre hielo. Su primer entrenador fue Wang Junxiang. Debutó en el Grand Prix Júnior de 2012-2013, donde ganó el oro en las pruebas de Francia y Eslovenia, en la final se ubicó en el quinto lugar. Obtuvo el cuarto lugar en el Campeonato del Mundo Júnior de 2013, celebrado en Milán, Italia. En el Grand Prix Júnior de 2013-2014 ganó las pruebas de Letonia y Estonia, clasificó y ganó el oro en la final celebrada en Fukuoka, Japón. Finalizó en sexto lugar en el Campeonato del Mundo Júnior de 2014. Ganó la medalla de plata en el Campeonato del Mundo Júnior de 2015.

### Nivel sénior

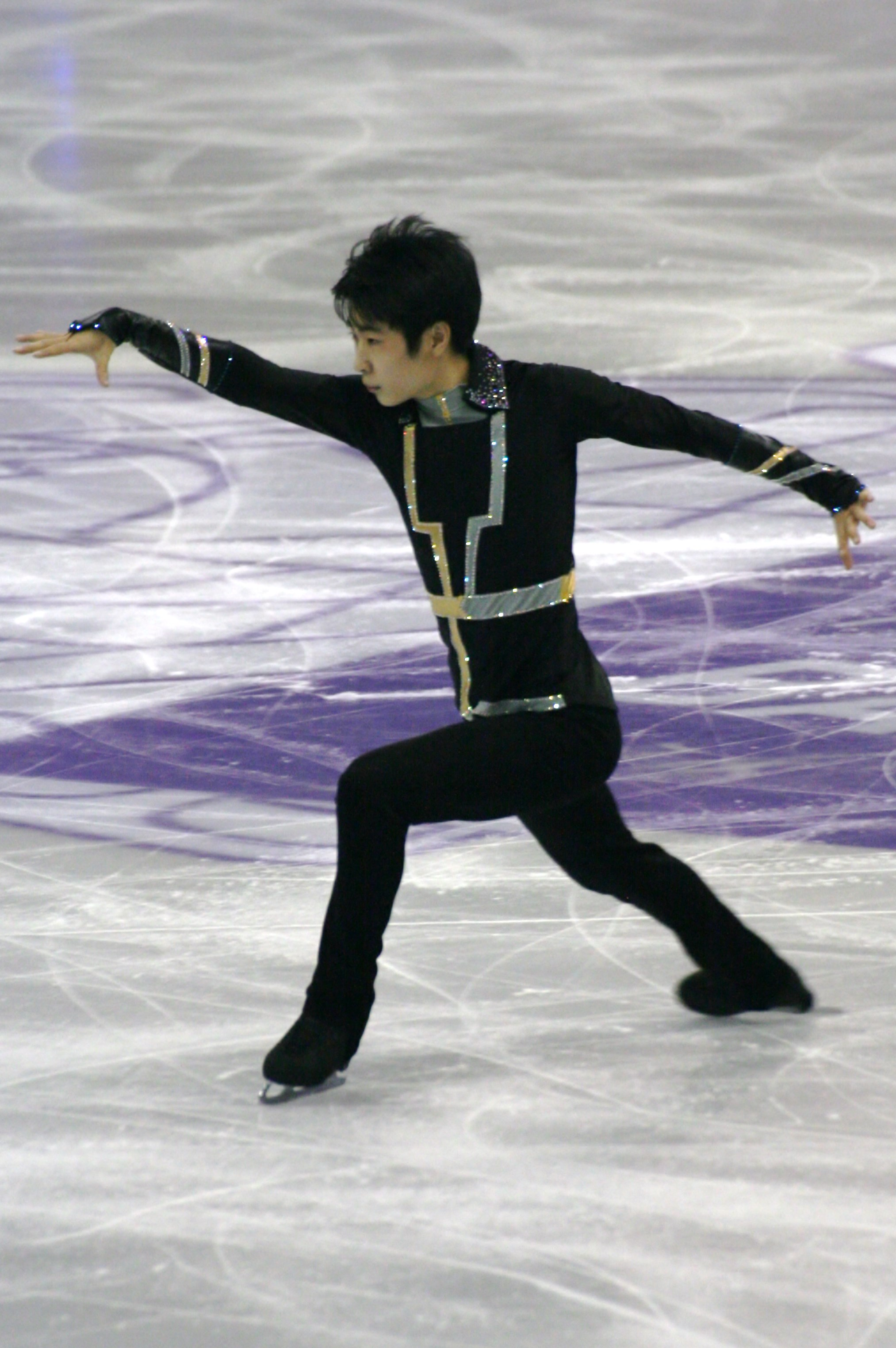
Jin Boyang en la Final del Grand Prix de 2015.

Jin hizo su debut en el nivel sénior en la Copa de China de 2015, donde ganó la medalla de plata. En ese evento de Grand Prix se convirtió en el primer hombre en aterrizar una combinación cuádruple lutz y triple toe. En el Trofeo NHK de 2015 se hizo con la medalla de plata y calificó a la Final del Grand Prix de Barcelona, donde quedó en quinto lugar.
En el Campeonato de los Cuatro Continentes de 2016 Jin aterrizó en su programa libre tres diferentes tipos de cuádruples (un lutz, un salchow y dos toe), quedó en segundo lugar detrás de Patrick Chan. En el Campeonato del Mundo de 2016, celebrado en Boston, el patinador se llevó la medalla de bronce. Quedó en quinto lugar en el Skate America de 2016 y ganó la medalla de plata de la Copa de China de 2016, no calificó a la Final del Grand Prix de 2016-2017. En el Campeonato de China se ubicó en segundo lugar en el programa corto y primero en el libre, con un primer lugar general, ganó su cuarto título nacional. Fue de nuevo medallista de bronce del Campeonato del Mundo en 2017.
Ganó la medalla de oro en el Trofeo de Finlandia de 2017 y fue asignado a la Copa de China y al Skate America de la serie de Grand Prix. Se ubicó en segundo lugar en el evento en China y cuarto en Estados Unidos. Abandonó su participación en el Campeonato de China de 2017 por una lesión. En el Campeonato de los Cuatro Continentes de 2018 consiguió una puntuación por encima de los 100 puntos en su programa corto y arriba de 200 puntos en su programa libre, con un total de 300.95 puntos, ganó la medalla de oro.
Participó en los Juegos Olímpicos de invierno de 2018 y logró quedarse en el cuarto lugar. En el Campeonato del Mundo de 2018 quedó en cuarto lugar con su programa corto pero cayó hasta la posición 19 en el programa libre.

### Programas
|           | Programa corto                                  | Programa libre                                     | Exhibición                               |
| --------- | ----------------------------------------------- | -------------------------------------------------- | ---------------------------------------- |
| 2018-2019 | While My Guitar Gently Weeps por Peter Frampton | Hable con ella por Alberto Iglesias                | A Love Before Time de Coco Lee, Yo-Yo Ma |
| 2017-2018 | A Love Before Time de Coco Lee, Yo-Yo Ma        | Guardians of the Whills Suite de Michael Giacchino | A Love Before Time de Coco Lee, Yo-Yo Ma |
| 2016–2017 | Spiderman Theme de Michael Bublé                | La Strada de Nino Rota                             | Nitro (Cowboy) de Dick Dale              |
| 2015–2016 | Tango Amore de Edvin Marton                     | Dragon Racing de John Powell                       | Technologic de Daft Punk                 |
| 2014–2015 | Tango Amore de Edvin Marton                     | Dragon Racing de John Powell                       | Tango Amore de Edvin Marton              |
| 2013–2014 | La Bayadère de Ludwig Minkus                    | Charlie Chaplin medley                             | Michael Jackson medley                   |
| 2012–2013 | Chambermaid Swing de Parov Stelar               | Charlie Chaplin medley                             | Michael Jackson medley                   |

### Resultados detallados
- Las mejores marcas personales aparecen en negrita.

#### Nivel śenior
| Temporada 2019-2020         | Temporada 2019-2020         | Temporada 2019-2020 | Temporada 2019-2020 | Temporada 2019-2020 | Temporada 2019-2020 |
| Fecha                       | Evento                      | Programa corto      | Programa libre      | Total               |                     |
| --------------------------- | --------------------------- | ------------------- | ------------------- | ------------------- | ------------------- |
| 8–10 de noviembre de 2019   | Copa de China 2019          | 2 85.43             | 1 176.10            | 1 261.53            |                     |
| 25–27 de octubre de 2019    | Skate America 2019          | 9 74.56             | 5 150.42            | 6 224.98            |                     |
| 3-5 de octubre de 2019      | Trofeo de Shanghái 2019     | 5 70.71             | 2 161.46            | 3 232.17            |                     |
| 13–15 de septiembre de 2019 | CS Trofeo de Lombardia 2019 | 1 101.09            | 2 167.22            | 1 268.31            |                     |

| Temporada 2018-2019        | Temporada 2018-2019                                          | Temporada 2018-2019 | Temporada 2018-2019 | Temporada 2018-2019 |
| Fecha                      | Evento                                                       | Programa corto      | Programa libre      | Total               |
| -------------------------- | ------------------------------------------------------------ | ------------------- | ------------------- | ------------------- |
| 18–24 de marzo de 2019     | Campeonato Mundial de Patinaje Artístico sobre Hielo de 2019 | 9 84.26             | 5 178.45            | 5 262.71            |
| 7–10 de febrero de 2019    | Campeonato de los Cuatro Continentes 2019                    | 3 92.17             | 2 181.34            | 2 273.51            |
| 27–30 de diciembre de 2018 | Campeonato Nacional de China 2018                            | 1 98.01             | 1 204.58            | 1 302.59            |
| 23–25 de noviembre de 2018 | Internationaux de France 2018                                | 7 79.41             | 10 129.48           | 9 208.89            |
| 2–4 de noviembre de 2018   | Grand Prix de Helsinki 2018                                  | 3 85.97             | 5 141.31            | 5 227.28            |

| Temporada 2017–2018              | Temporada 2017–2018                           | Temporada 2017–2018 | Temporada 2017–2018 | Temporada 2017–2018 |
| Fecha                            | Evento                                        | Programa corto      | Programa libre      | Total               |
| -------------------------------- | --------------------------------------------- | ------------------- | ------------------- | ------------------- |
| 19–25 de marzo de 2018           | Campeonato del Mundo de 2018                  | 4 95.85             | 23 127.56           | 19 223.41           |
| 14–23 de febrero de 2018         | Juegos Olímpicos de invierno Pyeongchang 2018 | 4 103.32            | 5 194.45            | 4 297.77            |
| 22–28 de enero de 2018           | Campeonato de los Cuatro Continentes de 2018  | 2 100.17            | 1 200.78            | 1 300.95            |
| 24–26 de noviembre de 2017       | Skate America 2017                            | 6 77.97             | 4 168.06            | 4 246.03            |
| 3–5 de noviembre de 2017         | Copa de China 2017                            | 2 93.89             | 5 170.59            | 2 264.48            |
| 6–8 de octubre de 2017           | Trofeo de Finlandia 2017                      | 2 87.15             | 3 165.45            | 1 252.60            |
| Temporada 2016–2017              |                                               |                     |                     |                     |
| Fecha                            | Evento                                        | Programa corto      | Programa libre      | Total               |
| 20–23 de abril de 2017           | Trofeo por Equipos de 2017                    | 3 97.98             | 7 174.63            | 5T/7P 272.61        |
| 29 de marzo – 2 de abril de 2017 | Campeonato del Mundo de 2017                  | 4 98.64             | 3 204.94            | 3 303.58            |
| 19–26 de febrero de 2017         | Juegos de invierno de Asia 2017               | 1 92.86             | 2 187.22            | 2 280.08            |
| 15–19 de febrero de 2017         | Campeonato de los Cuatro Continentes de 2017  | 4 91.33             | 5 176.18            | 5 267.51            |
| 18–20 de noviembre de 2016       | Copa de China 2016                            | 1 96.17             | 2 182.37            | 2 278.54            |
| 21–23 de octubre de 2016         | Skate America 2016                            | 8 72.93             | 4 172.15            | 5 245.08            |
| Temporada 2015–2016              |                                               |                     |                     |                     |
| 28 de marzo – 3 de abril de 2016 | Campeonato del Mundo de 2016                  | 5 89.86             | 3 181.13            | 3 270.99            |
| 16–21 de febrero de 2016         | Campeonato de los Cuatro Continentes de 2016  | 1 98.45             | 2 191.38            | 2 289.83            |
| 28–29 de enero de 2016           | Juegos de invierno de China 2016              | 1 87.34             | 1 196.62            | 1 283.96            |
| 26–27 de diciembre de 2015       | Campeonato de China de 2016                   | 1 88.55             | 1 187.57            | 1 276.12            |
| 10–13 de diciembre de 2015       | Final del Grand Prix de 2015-2016             | 3 86.95             | 5 176.50            | 5 263.45            |
| 27–29 de noviembre de 2015       | Trofeo NHK 2015                               | 2 95.64             | 2 170.79            | 2 266.43            |
| 6–8 de noviembre de 2015         | Copa de China 2015                            | 2 90.05             | 2 171.18            | 2 261.26            |

#### Nivel júnior
- Las mejores marcas personales aparecen en negrita.

| Temporada 2014–2015                    | Temporada 2014–2015                      | Temporada 2014–2015 | Temporada 2014–2015 | Temporada 2014–2015 |
| Fecha                                  | Evento                                   | Programa corto      | Programa libre      | Total               |
| -------------------------------------- | ---------------------------------------- | ------------------- | ------------------- | ------------------- |
| 2–8 de marzo de 2015                   | Campeonato del Mundo Júnior de 2015      | 5 72.85             | 1 156.85            | 2 229.70            |
| 11–14 de diciembre de 2014             | Final del Grand Prix Júnior de 2014-2015 | 2 75.30             | 5 125.72            | 4 201.02            |
| 11–14 de septiembre de 2014            | Junior Grand Prix Japón 2014             | 1 70.88             | 1 151.04            | 1 221.92            |
| 27–30 de agosto de 2014                | Grand Prix Júnior de Eslovenia 2014      | 2 72.21             | 1 147.96            | 1 220.17            |
| Temporada 2013–2014                    |                                          |                     |                     |                     |
| Fecha                                  | Evento                                   | Programa corto      | Programa libre      | Total               |
| 10–16 de marzo de 2014                 | Campeonato del Mundo Júnior de 2014      | 2 71.51             | 6 132.13            | 6 203.64            |
| 5–8 de diciembre de 2013               | Final del Grand Prix Júnior de 2013-2014 | 5 68.42             | 1 150.31            | 1 218.73            |
| 9–12 de octubre de 2013                | Grand Prix Júnior de Estonia 2013        | 2 69.06             | 1 141.79            | 1 210.85            |
| 28 de agosto – 1 de septiembre de 2013 | Grand Prix Júnior de Letonia 2013        | 2 63.19             | 2 126.60            | 1 189.79            |
| Temporada 2012–2013                    |                                          |                     |                     |                     |
| 27 de febrero – 3 de marzo de 2013     | Campeonato del Mundo Júnior de 2013      | 6 62.82             | 4 129.76            | 4 192.58            |
| 6–9 de diciembre de 2012               | Final del Grand Prix Júnior de 2012-2013 | 6 60.73             | 5 127.22            | 5 187.95            |
| 27–29 de septiembre de 2012            | Grand Prix Júnior de Eslovenia 2012      | 6 58.10             | 2 128.35            | 2 186.45            |
| 22–25 de agosto de 2012                | Grand Prix Júnior de Francia 2012        | 1 62.98             | 1 131.15            | 1 194.13            |